# Irena Pavlásková
Irena Pavlásková (* 28. ledna 1960 Frýdek-Místek) je česká filmová a televizní režisérka, scenáristka a producentka.

## Osobní život
Absolventka studia dokumentární tvorby na pražské FAMU, natáčí celovečerní i televizní filmy, nevyhýbá se žádnému filmovému žánru. Po absolutoriu školy pracovala nejprve v Československé televizi, odkud v roce 1987 přešla do Filmového studia Barrandov, kde pracovala jako pomocná režisérka.
Na filmovém festivalu v Cannes získala v roce 1990 za film Čas sluhů Zvláštní cenu. V roce 1991 účinkovala jako herečka ve vedlejší roli ve filmu Jana Svěráka Obecná škola.
V letech 1992–2005 byl jejím manželem hudební skladatel Jiří Chlumecký, s nímž má syna Davida. Její dědeček byl právník a během politických procesů byl v Sovětském svazu v roce 1937 popraven.
Jejím partnerem byl rovněž realitní podnikatel Tamir Winterstein.

## Režijní filmografie

### Film

#### Celovečerní filmy
- 1989 Čas sluhů
- 1991 Corpus delicti
- 1998 Čas dluhů
- 2006 Bestiář
- 2009 Zemský ráj to na pohled
- 2015 Fotograf
- 2019 Pražské orgie
- 2022 Vánoční příběh

#### Dokumentární filmy
- 1985 Svět mýdlových bublinek

### Televize
- 1993 GEN – Galerie elity národa
- 1994 Nesmluvená setkání
- 1995 GENUS
- 1997 Jak se žije
- 2004 Nadměrné maličkosti: Muž, kterého chtějí
- 2006 Táta jako máma
- 2010 Bludičky